# Мале Злієвце
Мале Злієвце (словац. Veľké Zlievce) — село, громада округу Вельки Кртіш, Банськобистрицький край, центральна Словаччина, регіон Новоград. Кадастрова площа громади — 9,05 км². Протікає Страцінський потік.
Населення 289 осіб (станом на 31 грудня 2017 року).

## Історія
Мале Злієвце вперше згадуються в 1244 році.

## Населення
| Рік:            | 1994. | 2004.   | 2014.    | 2024.   |
| --------------- | ----- | ------- | -------- | ------- |
| Кількість осіб: | 236   | 252     | 279      | 285     |
| Різниця:        |       | +6,77 % | +10,71 % | +2,15 % |

| Рік:            | 2023. | 2024.   |
| --------------- | ----- | ------- |
| Кількість осіб: | 274   | 285     |
| Різниця:        |       | +4,01 % |